# Orazio Samacchini

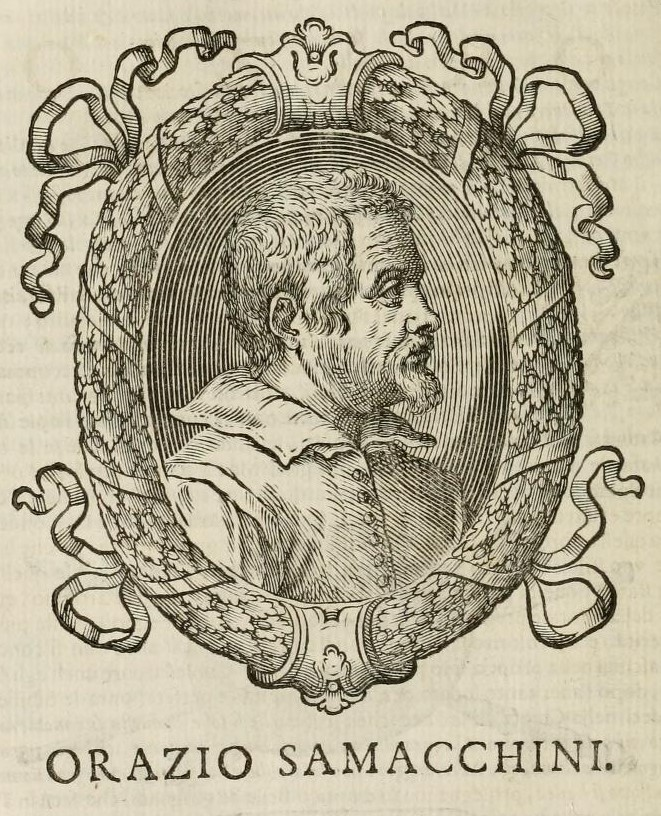
Carlo Cesare Malvasia, Porträt von Orazio Samacchini in Felsina pittrice, Bologna

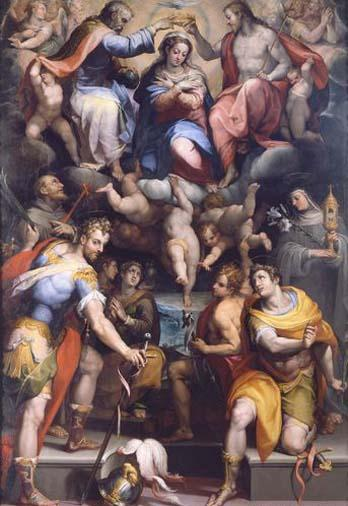
Orazio Samacchini, Madonna in Gloria incoronata dalla Trinità con i Santi, ca. 1570, Pinacoteca Nazionale di Bologna

Orazio Samacchini oder Sammacchini (* 20. Dezember 1532 in Bologna; † 12. Juni 1577 ebenda) war ein italienischer Holzbildhauer, Maler und Kupferstecher der Spätrenaissance, der zur Schule des Manierismus gehörte.

## Leben
Orazio Samacchini war ein Schüler von Pellegrino Tibaldi. Schon in den 1550er Jahren war er ein geschätzter Maler, wenn ihm ein Projekt für die Decke einer römischen Residenz von Papst Julius III. zugefallen wäre. 1551 arbeitete er möglicherweise außerhalb von Bologna, auch als Holzbildhauer. Seine frühe Tätigkeit ist noch weitgehend unklar und fand zwischen Parma (in Zusammenarbeit mit dem älteren Ercole Procaccini der Ältere) und Bologna (Kapelle von Sant’Ubaldo, Kirche San Giovanni in Monte) statt.
Im Jahr 1563 ging er nach Rom, wo er zusammen mit Taddeo und Federico Zuccari an der Ausschmückung des Apostolischen Palastes und der Sala Regia von Papst Pius IV. teilnahm.
Zurück in Bologna schuf Samacchini eine Reihe von Altarretabeln, wie die Madonna mit Heiligen in der Kirche Santa Maria Maggiore (1564), die Kreuzigung in der Kirche Santa Maria dei Servi (Bologna) (1568) und die Verklärung in der Kirche Corpus Domini (1569).
Ab 1570 wird sein Stil monumentaler und verbindet die scheinbar unterschiedlichen Einflüsse von Giorgio Vasari und Pellegrino Tibaldi. Die Dekoration der Magnani-Kapelle in der Kirche San Giacomo Maggiore (1575) gehört zu dieser letzten Phase.
In Parma malte er Fresken im linken Querschiff des Doms von Parma (1570–1574), in Cremona malte er die Fresken La Virtù, I Profeti und Gli Angeli in der Kirche Sant’Abbondio. In Città di Castello malte er Fresken im Palazzo Vitelli a Sant’Egidio (1574).
Eine seiner Verkündigungen aus der Kirche Santa Maria degli Angeli in Bologna ist heute in der Pinacoteca civica in Forlì zu sehen. Bei dem Werk, das auf das Jahr 1570 zurückgeht, wurde der manieristische, von Vasari inspirierte Schwerpunkt hervorgehoben.
Orazio Samacchini gilt als einer der wichtigsten Vertreter des Bologneser Manierismus in der zweiten Hälfte des 16. Jahrhunderts. Jahrhunderts. 1572 wurde er zum Direktor der Compagnia dei pittori (Malerkörperschaft) gewählt. Am 8. Februar 1573 wurde sein Bruder Giulio Cesare auf seine Fürsprache hin in den Vorstand der Malergilde gewählt. Er hatte zwei Söhne, Alessandro und Fabrizio, die ebenfalls Maler waren.

## Werke (Auswahl)
- Adorazione dei magi, Öl auf Leinwand, 210 × 190 cm, 1565 ca., Kirche San Silvestro Papa in Crevalcore
- Nascita di San Giovanni Battista, Stiftskirche Santa Maria Maggiore in Pieve di Cento